# Kaplakriki
Das Kaplakriki ist die Mehrzweckanlage für Sportveranstaltungen. Es befindet sich in Hafnarfjörður, der drittgrößten Stadt Islands.
Hauptsächlicher Nutzer des Stadions ist der Fußballklub FH Hafnarfjörður, der seine Heimspiele bereits seit dem 15. Oktober 1929 im Kaplakriki austrägt. Das Stadion kann bis zu 3.600 Zuschauer fassen, davon sind circa 2.200 Sitzplätze. Der Zuschauerschnitt liegt bei ungefähr 1.500 Besuchern.
Für die kommenden Jahre ist eine Kapazitätenerweiterung auf 7.000 Plätze, Überdachung und Vollbestuhlung geplant. Damit wäre es das größte Stadion in Island, mit Ausnahme des Laugardalsvöllur. Neben Fußball wird Leichtathletik auf dem Stadion betrieben.
Neben dem Stadion befindet sich eine Hallenarena auf dem Gelände des Kaplakriki. Diese wurde zwischen 2006 und 2008 modernisiert. Zu den regelmäßigen Veranstaltungen dort zählen Handball und Fechten.